# Nebuloasa Pelicanul

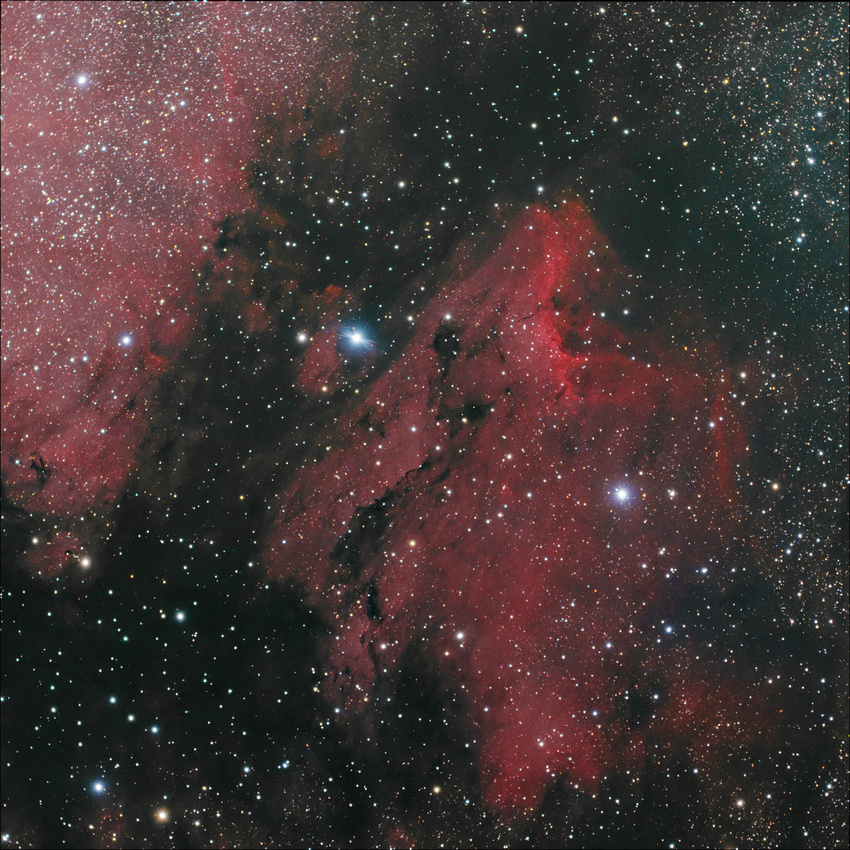
Nebuloasa Pelicanul

Nebuloasa Pelicanul (denumită și IC 5067 sau IC 5070) este o nebuloasă de emisie din constelația Lebăda. Este localizată în apropierea stelei Deneb.

## Legăturiexterne
https://archive.is/20121220233734/seds.org/~spider/ngc/ngc.cgi?ic+5070